# Tepedüzü, Viranşehir
Tepedüzü là một xã thuộc huyện Viranşehir, tỉnh Şanlıurfa, Thổ Nhĩ Kỳ. Dân số thời điểm năm 2011 là 489 người.